# MC Miker G & DJ Sven
MC Miker G & DJ Sven est un duo musical néerlandais, composé de Lucien Witteveen et de Sven van Veen. Ils sont notamment connus pour la chanson Holiday Rap de 1986, qui a connu un succès international.

## Historique
Lucien Witteveen (MC Miker G) et Sven van Veen (DJ Sven) font connaissance dans une discothèque à Hilversum en 1986 et décident d'enregistrer ensemble une version rap de la chanson Holiday de Madonna. La chanson est sortie sous le titre Holiday Rap, réalisée par le disc jockey Ben Liebrand et s'est classée numéro un dans plusieurs pays, dont les Pays-Bas et la France,,. 
Le single suivant, Celebration Rap, basé sur Celebration de Kool & the Gang et We Are Family de Sister Sledge, ne connaît pas le même succès, mais se classe dans les hit-parades de plusieurs pays. En 1987, ils entament une grande tournée européenne. Les années suivantes sont marquées par les derniers succès du duo aux Pays-Bas en 1989 et 1990 avec les chansons Nights Over New York et Kom van dat dak af, reprise de Peter Koelewijn. Après la dissolution du groupe, DJ Sven a continué à travailler sur des productions liées à la musique, tandis que MC Miker G a souffert de toxicomanie et s'est retrouvé sans domicile pendant plusieurs années,.

## Discographie
Singles
- 1986 : Holiday Rap
- 1986 : Celebration Rap
- 1988 : And the Bite Goes On
- 1989 : Nights Over New York
- 1989 : Kom van dat dak af (nl) / Get Down the Roof (avec Peter Koelewijn)
- 1989 : This Dance Is Yours
- 1991 : Holiday Rap '91 (Remix)
- 1994 : Let's Ride